# Gwalia United Football Club
Il Gwalia United Football Club è una squadra di calcio femminile con sede a Newport, nel Regno Unito.

## Storia
Il Cardiff City Ladies Football Club è una squadra di calcio femminile con sede a Cardiff, capitale del Galles, nel Regno Unito. Pur non essendo un club inglese è iscritta al campionato inglese femminile di calcio e nella stagione 2018-2019 gioca in FA Women's National League South, girone sud del terzo livello del campionato di categoria, e gioca le partite interne al Cardiff International Sports Stadium.
La squadra, rimasta affiliata per breve tempo all'omonimo club maschile, ne conserva nome e colori sociali senza tuttavia conservare alcuna collaborazione.
Il miglior risultato sportivo ottenuto dalla squadra sono le dodici FAW Women's Cup.
La squadra trae origine dal Llanedeyrn L.F.C., originariamente fondata nel 1975 dopo una partita di beneficenza, e ha cambiato più volte denominazione nel corso della sua storia. Nel 1981 il nome fu cambiato in Cardiff L.F.C., e nel 1993 si affiliò all'Inter Cardiff Football Club. Da allora la squadra ha come terreno di gioco il Cardiff Athletic Stadium, che ancora viene utilizzato come impianto per gli incontri casalinghi. Nel 1997 si interruppe la collaborazione con l'Inter Cardiff e la squadra cambiò nuovamente denominazione in Cardiff County L.F.C affiliandosi al County Council di Cardiff. Nel 2001 il club ha ottenuto l'affiliazione con il Cardiff City, il club di calcio maschile professionistico della stessa città.
All'inizio della stagione 2003, però, il club recise il legame con la sua controparte maschile quando i responsabili della squadra femminile votarono contro le proposte della dirigenza del maschile per la gestione del Cardiff City LFC, diventando nuovamente una società totalmente indipendente. Anche se la nuova realtà societaria ha ottenuto l'autorizzazione a conservare il nome e i colori sociali del Cardiff City, lo stemma ha una grafica molto diversa e non utilizza più il famoso appellativo 'Bluebirds', pur se ancora indicate come tali dai media come BBC Sport, incorporando invece il dragone rosso già presente nella bandiera del Galles.
Nel 2006 il Cardiff City Ladies vinse la FA Women's Premier League Southern Division con la conseguente promozione National Division per la prima volta nella sua storia sportiva, bissando l'impresa già riuscita ad un'altra squadra gallese, l'oramai scomparso Barry Town, nel 2001. Retrocesso in FA Women's Premier League nella stagione 2007-2008, il club riesce ad accedere ancora alla National Division al termine della stagione 2010-2011.
Grazie alla vittoria in FAW Women's Cup, il club ha più volte rappresentato il Galles in UEFA Women's Cup e Champions League.

## Palmarès
- Coppa del Galles: 12

1994-1995, 2002-2003, 2003-2004, 2004-2005, 2005-2006, 2006-2007, 2007-2008, 2008-2009, 2009-2010, 2011-2012, 2012-2013, 2015-2016

## Risultati nelle competizioni UEFA
| Stagione | Competizione     | Fase                         | Avversario         | Risultato | Risultato | Risultato |
| Stagione | Competizione     | Fase                         | Avversario         | andata    | ritorno   | aggregato |
| -------- | ---------------- | ---------------------------- | ------------------ | --------- | --------- | --------- |
| 2003-04  | UEFA Women's Cup | gironi di qualificazione     | F.C.K. Temir Zholy | 0-1       | 0-1       | 0-1       |
| 2003-04  | UEFA Women's Cup | gironi di qualificazione     | SFK 2000           | 1-2       | 1-2       | 1-2       |
| 2003-04  | UEFA Women's Cup | gironi di qualificazione     | Osijek             | 4-2       | 4-2       | 4-2       |
| 2004-05  | UEFA Women's Cup | gironi di qualificazione     | AZS Breslavia      | 1-2       | 1-2       | 1-2       |
| 2004-05  | UEFA Women's Cup | gironi di qualificazione     | Metalist Charkiv   | 1-8       | 1-8       | 1-8       |
| 2004-05  | UEFA Women's Cup | gironi di qualificazione     | KÍ Klaksvík        | 0-4       | 0-4       | 0-4       |
| 2005-06  | UEFA Women's Cup | gironi di qualificazione     | 1º Dezembro        | 0-3       | 0-3       | 0-3       |
| 2005-06  | UEFA Women's Cup | gironi di qualificazione     | Montpellier        | 0-2       | 0-2       | 0-2       |
| 2005-06  | UEFA Women's Cup | gironi di qualificazione     | Glentoran          | 3-0       | 3-0       | 3-0       |
| 2006-07  | UEFA Women's Cup | gironi di qualificazione     | Dundalk            | 2-0       | 2-0       | 2-0       |
| 2006-07  | UEFA Women's Cup | gironi di qualificazione     | ŽNK Maksimir       | 3-2       | 3-2       | 3-2       |
| 2006-07  | UEFA Women's Cup | gironi di qualificazione     | Saestum            | 0-2       | 0-2       | 0-2       |
| 2008-09  | UEFA Women's Cup | fase a gironi, primo turno   | Alkmaar Zaanstreek | 1-1       | 1-1       | 1-1       |
| 2008-09  | UEFA Women's Cup | fase a gironi, primo turno   | Mašinac PZP        | 4-0       | 4-0       | 4-0       |
| 2008-09  | UEFA Women's Cup | fase a gironi, primo turno   | Narta Chișinău     | 1-0       | 1-0       | 1-0       |
| 2008-09  | UEFA Women's Cup | fase a gironi, secondo turno | Røa                | 1-6       | 1-6       | 1-6       |
| 2008-09  | UEFA Women's Cup | fase a gironi, secondo turno | Zvezda Perm'       | 0-1       | 0-1       | 0-1       |
| 2008-09  | UEFA Women's Cup | fase a gironi, secondo turno | 1. FFC Francoforte | 1-3       | 1-3       | 1-3       |
| 2009-10  | Champions League | gironi di qualificazione     | Brøndby            | 0-5       | 0-5       | 0-5       |
| 2009-10  | Champions League | gironi di qualificazione     | 1º Dezembro        | 0-3       | 0-3       | 0-3       |
| 2009-10  | Champions League | gironi di qualificazione     | Birkirkara         | 10-1      | 10-1      | 10-1      |